# Al-Mejar Al-Kabi District
Al-Mejar Al-Kabi District (arabiska: المجر الكبير) är ett distrikt i Irak.   Det ligger i provinsen Maysan, i den sydöstra delen av landet, 300 km sydost om huvudstaden Bagdad. Antalet invånare är 35 515.